# Galium pamiroalaicum
Galium pamiroalaicum är en måreväxtart som beskrevs av Evgeniia Georgievna Pobedimova. Galium pamiroalaicum ingår i släktet måror, och familjen måreväxter. Inga underarter finns listade i Catalogue of Life.